# Ópalo menilito
El ópalo menilito es una variedad de ópalo que ofrece un aspecto externo de color blanco, está formado por un núcleo recubierto por diatomita. La diatomita, también llamada tierra de diatomeas, es una roca sedimentaria formada por la acumulación de microfósiles de diatomeas. Las diatomeas son algas unicelulares acuáticas que están cubiertas por un esqueleto silíceo.

## Descripción
Este tipo de ópalos suele adoptar un aspecto redondeado con curvas suaves. Se formaron en zonas lacustres durante el Mioceno superior. El tamaño habitual es entre tres y cinco centímetros, aunque pueden ser mayores y alcanzar los 8 centímetros o más.

## Formación
Se forman por depósito de diatomita en pequeñas oquedades. En ocasiones pueden apreciarse en la superficie formaciones fósiles de turritellas.

## Arqueología
El ópalo menilito se le da el nombre en ocasiones de "ídolo natural" o "idolillo" debido a que su forma puede recordar a una figura humana. Se han encontrado diferentes ejemplares en asentamientos humanos de la Edad del Bronce localizados en el sureste de la península ibérica, aunque no se conoce con exactitud si tenían una función utilitaria o mágica.

## Yacimientos
- Cantera de Agramón, Albacete (España).